# Heinrich Alfred Gautschi
Heinrich Alfred Gautschi (* 10. März 1871 in Menziken; † 21. März 1955 ebenda) war ein Schweizer Industrieller und Pionier der Aluminiumtechnologie.

## Leben und Wirken
Der Sohn eines Werkführers machte nach dem Besuch der Bezirksschule eine Lehre als Mechaniker. 1897 übernahm er in Fleurier eine mechanische Werkstätte. In seinen Werkstätten produzierte er unter anderem Metallwaren für Sägewerke sowie für die Uhrenindustrie. Nachdem er den damals neuen und leichten Werkstoff Aluminium kennengelernt hatte, fertigte Gautschi 1899 erstmals Riemenscheiben für die Uhrenindustrie aus diesem Metall. In der Folge bekam er auch Aufträge der Fahrzeugindustrie für Motorengehäuse, die er in einer neu errichteten Aluminiumgiesserei herstellte.
1903 verlegte er seine Firma Gautschi & Jequier nach Gontenschwil, wo er sich ganz auf die Verarbeitung von Aluminiumwaren konzentrierte. Aus dieser Firma entstand 1905 die Aluminiumwarenfabrik Gontenschwil AG.
Neben einer Aluminiumgiesserei richtete Gautschi ein Versuchswalzwerk zur Herstellung von Alufolien ein. 1905 gründete Gautschi eine Aktiengesellschaft (siehe Alu Menziken Gruppe). Am 15. April 1905 ließ er sich das sogenannte Papier- oder Buchwalzverfahren für Aluminiumfolie patentieren. Das Verfahren bestand im Prinzip darin, dass ein dünnes Aluminiumblech gewalzt, dann in zwei Hälften geteilt, diese dann aufeinandergelegt wieder gewalzt wurden. Der Vorgang wurde so lange wiederholt, bis ein Paket von 64 Folienblättern erreicht war. Die neuartige Folie wurde zunächst vor allem für Verpackungen verwendet und ersetzte dabei das schon längere Zeit verwendete Stanniol, also ausgewalztes Zinn. Der erste große Auftrag umfasste die monatliche Lieferung von 1,6 Millionen Schnupftabak-Packungen und kam aus Deutschland.
Neben der Herstellung von Aluminiumfolie wurde 1911 die Fabrikation von Walzprodukten aus Aluminium aufgenommen, so von Draht, Stangen und Winkelprofilen. Zudem wurden zahlreiche weitere Artikel aus Aluminium produziert, etwa Küchengeräte. Die Palette reichte dabei vom Besteck über Touristenkocher bis zu Dampftöpfen und wurde in den folgenden Jahrzehnten unter der Leitung von Gautschi vielfach erweitert. So wurde 1936 die Kochgeschirr-Firma Ferdinand Sigg AG in Frauenfeld übernommen.
Weitere Beispiele für die Diversifikation der Produktion dieser Jahre sind Drehbänke, Leichtmetallfenster, Bedachungen, Wandverkleidungen, Kipp- und Rolltore sowie Lamellenstores und Geländerkonstruktionen. 1928 wurde eine neuartige Vertikal-Strangpresse angeschafft, die den Grundstein für das internationale Renommee der Firma legte. Gautschis unternehmerischer Weitblick zeigt sich unter anderem darin, dass er neben anderen Innovationen frühzeitig Produkte für die Luftfahrtindustrie herstellte.
Gautschi setzte sich in seinem Unternehmen schon frühzeitig für die sozialen Belange der Belegschaft ein. So gründete er 1908 eine Arbeiterhilfskasse, zudem führte er zusätzlich zur regulären Entlohnung Gratifikationen ein. Die von Gautschi gegründete Firma besteht noch heute und gehört zur Alu Menziken Gruppe deren Mehrheitsaktionärin bis 2007 die Familie Gautschi war. 2007 verkaufte die Familie Gautschi die Mehrheit an der Alu Menziken Gruppe an die Montana Tech Components AG.